# 奥滕施泰因
奥滕施泰因是德国下萨克森州的一个市镇。总面积32.82平方公里，总人口1189人，其中男性599人，女性590人（2011年12月31日），人口密度36人/平方公里。